# 第一代羅伯茨伯爵弗雷德里克·羅伯茨
第一代罗伯茨伯爵弗雷德里克·斯雷·罗伯茨 VC KG KP GCB OM GCSI GCIE VD PC FRSGS（1832年9月30日—1914年11月14日）是英国维多利亚时代的军事指挥官，陆军元帅。罗伯茨出生在印度的一个盎格鲁-爱尔兰人家庭，后加入东印度公司军队参军，协助镇压1857年印度叛乱，获维多利亚十字勋章。随后，他转職英國陸軍，参与远征阿比西尼亚和第二次對阿富汗战争，功勋卓著，如1879年攻佔阿富汗首都喀布爾。罗伯茨后出任印度驻军总司令。1899年底，英軍於第二次布尔战争初期表现不佳，他受命接任远征军司令，於1900年擊敗布爾人主力軍，占領布尔共和国的各大都市，赢得广泛声誉。1901年，他成为英国武装部队总司令，直至该职位于1904年废除。
罗伯茨身材矮小，使得他的士兵和广大英国公众亲切地称他为“鲍勃斯”（Bobs）。之后在大英帝国达到其权力鼎盛时期，罗伯茨被尊为英国主要军事人物之一。他此后成为英国军队的象征，并成为加强英伦三岛防御的支持者，主要应对德意志帝国在第一次世界大战前对英国造成的威胁。

## 早年生活
罗伯茨于1832年9月30日出生于印度坎普尔，是陆军上将亚伯拉罕·罗伯茨爵士（Sir Abraham Roberts）的儿子。罗伯茨家族来自爱尔兰东南部沃特福德郡。罗伯茨出生时，亚伯拉罕爵士正在指挥第一孟加拉军团。罗伯茨的中间名斯雷是为了纪念孟加拉驻军指挥官威廉·斯雷少将。罗伯茨的母亲是来自爱丁堡的伊莎贝拉·班伯里（Isabella Bunbury）。
在1851年12月12日作为孟加拉炮兵的少尉军官加入东印度公司军队之前，罗伯茨曾在伊顿公学、桑赫斯特皇家军事学院和阿迪斯库姆军事学院接受教育。1852年，罗伯茨成为他父亲的副官，后于1854年调入孟加拉马炮兵，并于1857年5月31日晋升中尉。

## 印度民族起义

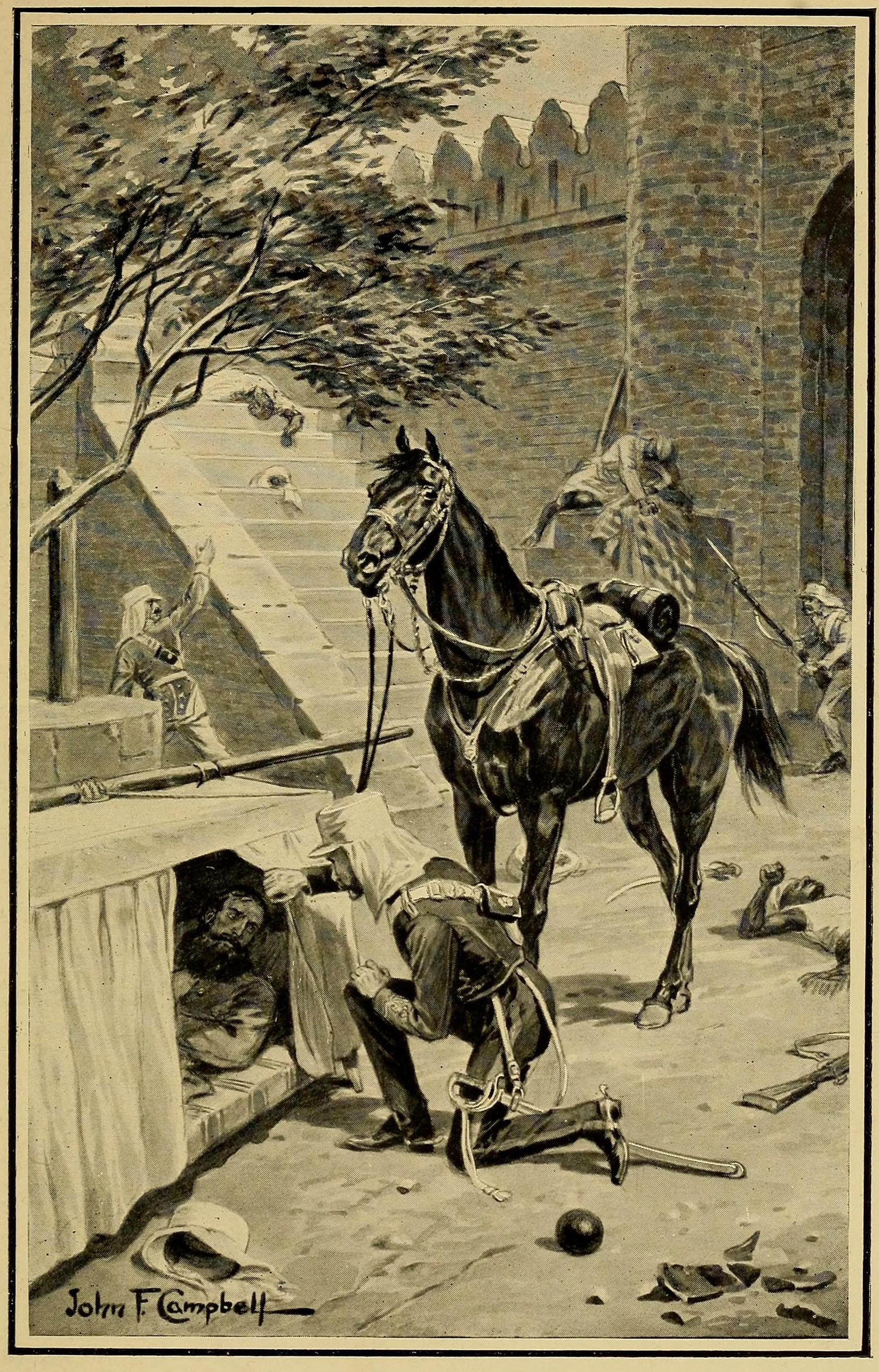
德里围城战期间，弗雷德里克·罗伯茨中尉在克什米尔门附近发现受了致命伤的尼科尔森将军

罗伯茨随军协助镇压印度民族起义，在围攻和占领德里期间受了轻伤，并在混乱的战斗中发现了垂死的约翰·尼科尔森。在接下来的勒克瑙战役中，罗伯茨作为副助理军需官协助印度驻军司令科林·坎贝尔。1858年1月2日，他因在库达根杰的出色表现被授予维多利亚十字勋章。授勋公告如下：
罗伯茨中尉在最危险的时刻表现出的英勇气度令人敬佩。1858年1月2日，在库达根杰追击撤退的敌人时，罗伯茨中尉看到远处有两名携带旗帜的印度兵，于是骑马在印度兵即将进入一个村庄时追上了他们。印度兵此时转身并向罗伯茨举起火枪，其中一个人扣动了扳机，幸好火枪没有被成功击发。英勇的罗伯茨中尉随后砍倒了印度旗手并夺走了旗帜。同一天，罗伯茨中尉还用火枪和刺刀杀死了另一个在附近的印度士兵，该士兵当时正在与一名英军侦查骑兵对抗。罗伯茨中尉见状立即骑马冲向印度兵，一刀就将印度兵斩于马下。
1858年3月，罗伯茨在勒克瑙的出色表现也被军报公开。和其他军官一样，罗伯茨在战争结束后从东印度公司陆军编入英属印度陆军。

## 阿比西尼亚和阿富汗

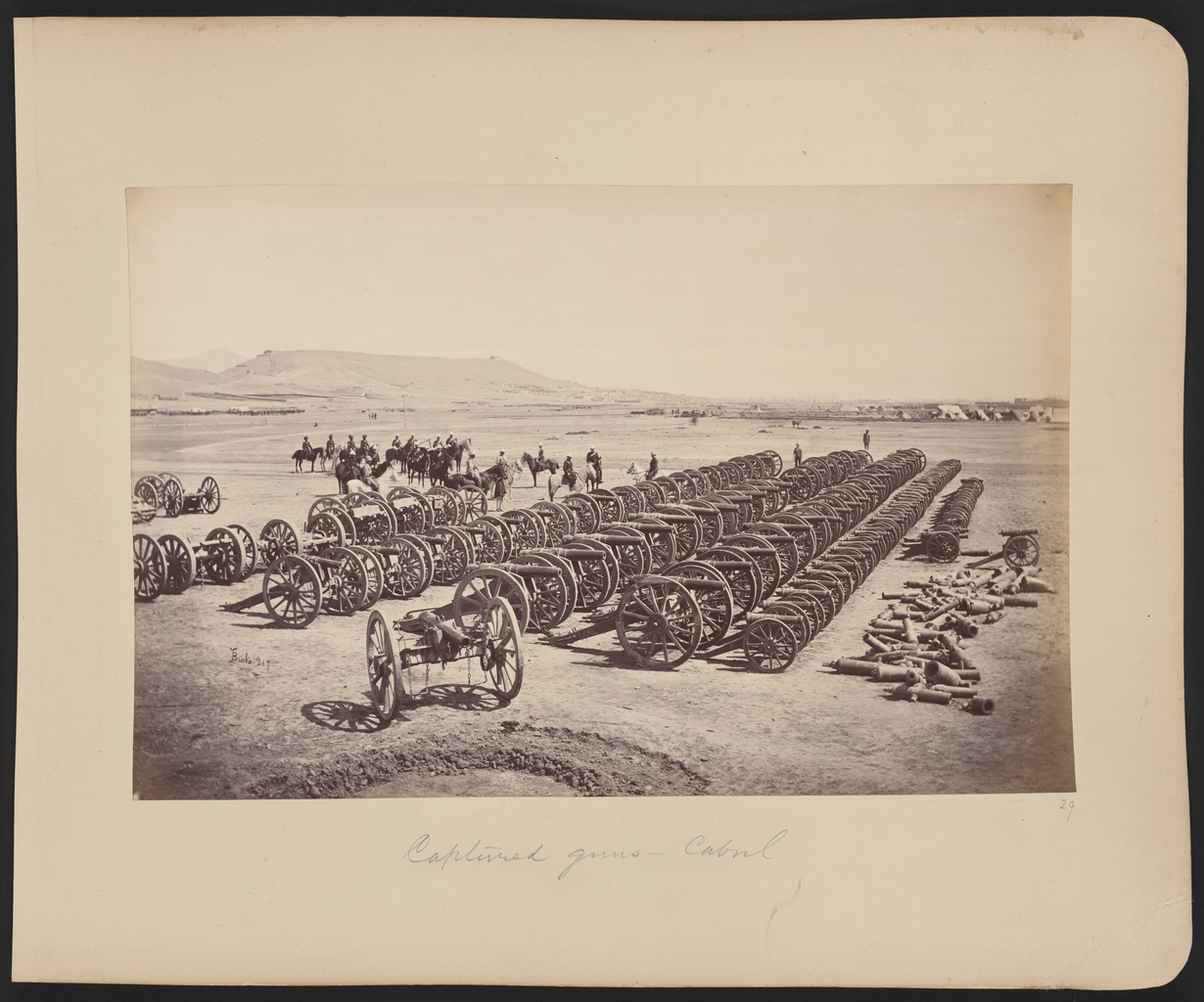
罗伯茨和他的副官在喀布尔检查缴获的阿富汗火炮

罗伯茨于1860年11月12日晋升二等上尉，后于次日领荣誉少校衔。1861年，罗伯茨转入英国陆军，随后分别参加了1863年和1867-1868年的翁贝拉战役和阿比西尼亚远征。罗伯茨于1868年8月15日晋升为名誉中校。1868年11月18日，罗伯茨正式晋升上尉，后随军参加了1871年至1872年的鲁沙战役。
罗伯茨于1872年7月5日晋升少校。同年9月10日，他被授予巴斯勋章，并于1875年1月30日晋升为名誉上校。同年，他成为孟加拉军队的军需官。
1878年10月，罗伯茨被任命为库拉姆谷野战部队司令，并参加了第二次英国-阿富汗战争。由于他在1878年12月的佩瓦尔科塔尔战役中获得胜利，罗伯茨受到了议会的感谢，并于该年的12月31日正式晋升少将。1879年7月25日，罗伯茨被授予巴斯爵级司令勋章。
1879年5月，第二次英国-阿富汗战争随着甘达马克条约的签订而暂时停止。然而，战争的第二阶段随着同年9月英国驻喀布尔公使路易斯·卡瓦尼亚里爵士遇害而爆发。罗伯茨此时被任命为喀布尔野战部队司令并被派往喀布尔执行报复行动。该年10月6日，罗伯茨率领的部队在哈拉西亚布战役中获胜后成功占领了喀布尔。1879年11月11日，罗伯茨被授予代中将衔。1879年12月，罗伯茨的部队被围困在喀布尔郊外的谢尔普尔兵营，直到12月23日才击退了敌军大规模进攻并重新占领了喀布尔。1880年5月，唐纳德·斯图尔特中将率领7,200名士兵从坎大哈抵达喀布尔，从罗伯茨手中接过了喀布尔部队的指挥权。
1880年7月27日，随着一个英军旅级单位在坎大哈附近的迈万德被击败后，罗伯茨被任命为喀布尔和坎大哈野战部队的司令。他随后率领10,000名士兵穿越300英里的崎岖地形驰援坎大哈，并在1880年9月1日的坎大哈战役中击败阿尤布汗。由于其出色的表现，罗伯茨再次得到了议会的感谢，后于9月21日被授予巴斯爵级大十字勋章。在年底前，罗伯茨获得了印度帝国三等勋章。

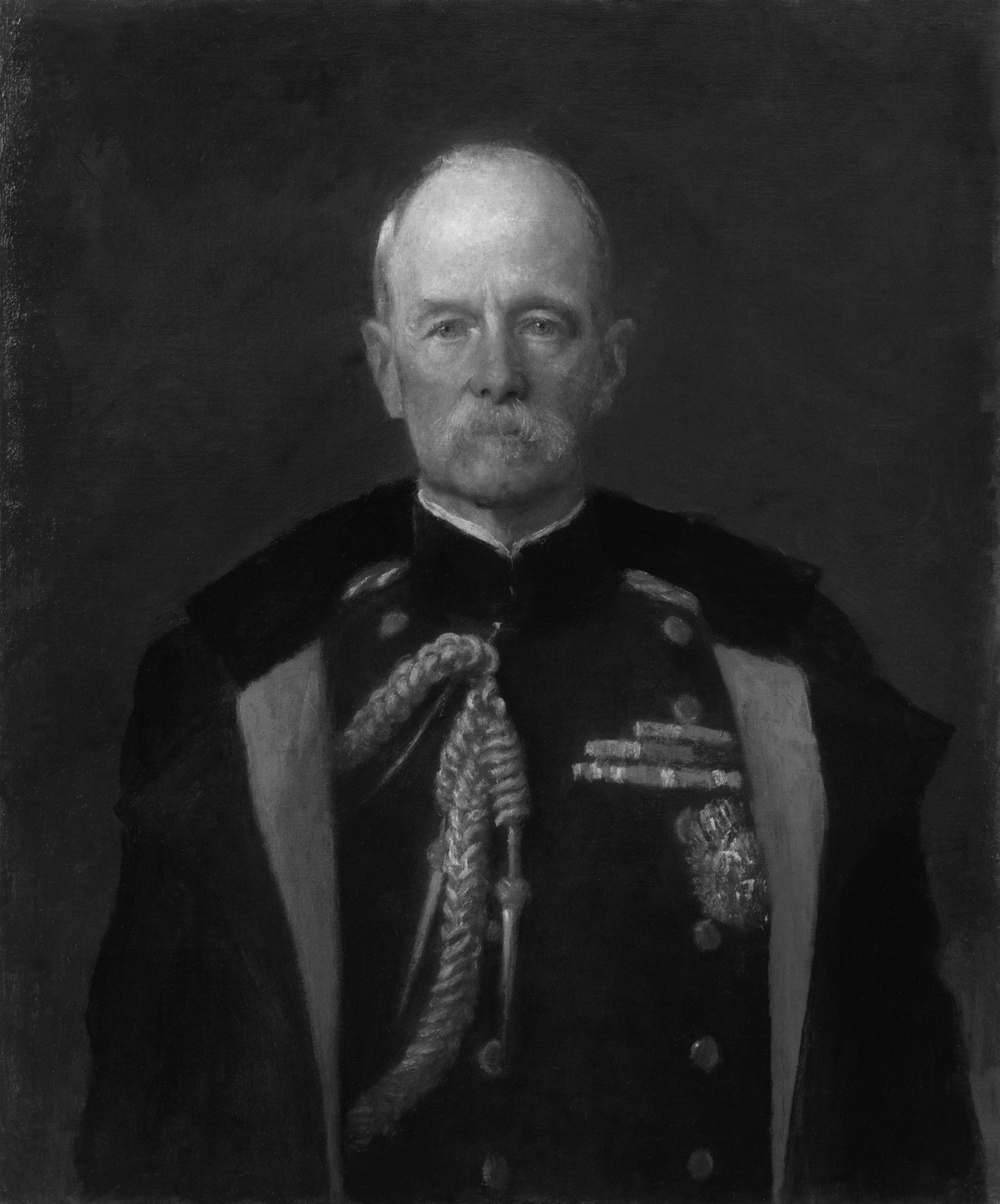
乔治·弗雷德里克·沃茨绘制的罗伯茨画像

罗伯茨于1881年3月7日起短暂担任纳塔尔省省长、德兰士瓦省省长兼该地驻军总司令和东南非高级专员。在担任以上职务后，罗伯茨于1881年6月11日获从男爵爵位，并于同年11月16日被任命为马德拉斯军团总司令。1883年7月26日，罗伯茨晋升中将，后于1885年11月28日出任驻印英军总司令。1887年2月15日，他被授予印度帝国爵级司令勋章。同年6月21日，罗伯茨进一步获得印度帝国爵级大司令勋章。1891年12月31日，罗伯茨正式晋升上将。1892年2月23日，他被封为坎大哈和沃特福德的罗伯茨男爵。

## 爱尔兰
1893年6月3日，罗伯茨在完成指挥任务离开印度时被授予印度之星爵级大指挥官勋章。1895年10月1日起，罗伯茨被派往爱尔兰，担任驻爱尔兰英军部队总司令。1895年5月25日，罗伯茨晋升陆军元帅，后于1897年获得圣帕特里克勋章。
在爱尔兰期间，罗伯茨完成了他在印度生活的回忆录，并于1897年出版，书名为《在印度的四十一年：从下级军官到总司令》。

## 第二次布尔战争

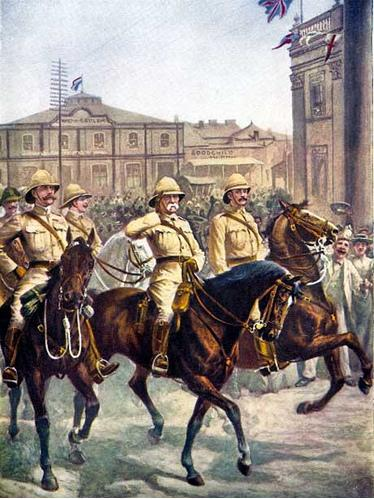
1900年2月，罗伯茨勋爵在解救被围困的城市后进入金伯利

1899年12月23日，罗伯茨离开英国，与他的参谋长基奇纳勋爵一起乘坐皇家邮轮杜诺塔城堡号前往南非，取代雷德弗斯·布勒将军成为第二次布尔战争中英军的总司令。罗伯茨派遣南非的任务是对战争初期一系列失败的回应，英军同时还派遣了大批增援部队。罗伯茨在南非发动了双管齐下的攻势，他亲自率领军队穿过草原进入奥兰治自由邦，而布勒则试图将布尔人赶出纳塔尔。在此期间，罗伯茨的儿子在战斗中阵亡，被追授维多利亚十字勋章。
1900年2月27日，罗伯茨在帕德伯格战役中瓦解了敌军对金伯利的包围攻势，迫使布尔将军皮特·克龙耶率领约4,000名士兵投降。在白杨林战役取得胜利后，罗伯茨于3月13日占领了自由州首都布隆方丹。战争期间，他试图按照印度军队的模式重组军队的后勤系统，但失败的改革反而阻碍了他的进一步推进。后勤改组造成的混乱和物资短缺导致了严重的伤寒疫情，给英军造成的损失远远超过他们在战斗中的伤亡。
同年5月3日，罗伯茨恢复对德兰士瓦的进攻，并于5月31日占领了德兰士瓦的首府比勒陀利亚。在钻石山战役击败布尔人并与布勒会师后，他于8月27日在贝尔根达尔赢得了军旅生涯的最后一次胜利。

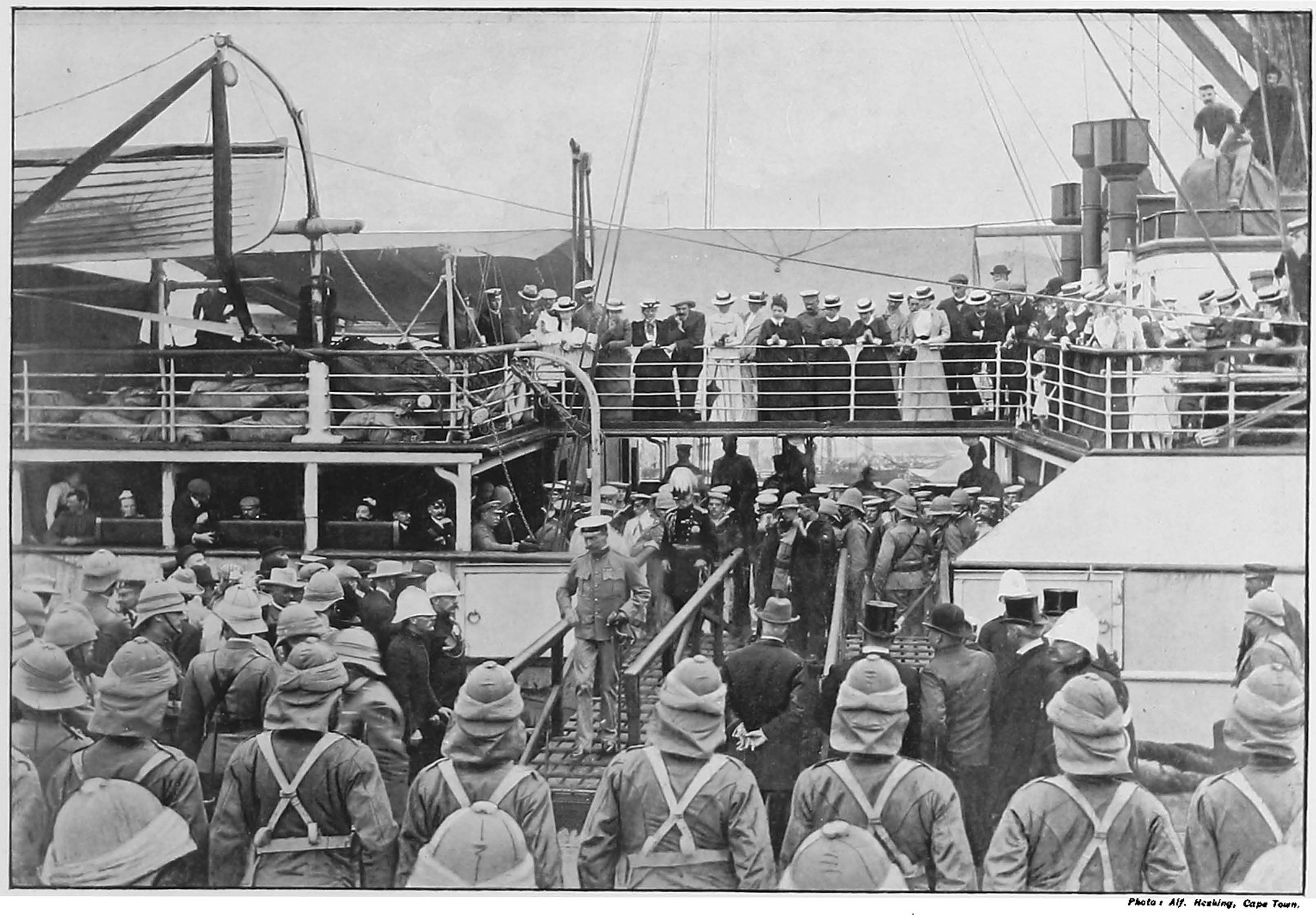
罗伯茨勋爵抵达开普敦

罗伯茨迫使布尔突击队屈服的策略包括建立集中营和焚烧农场。他将集中营设想为对他所摧毁的农场的家庭的一种控制形式，但随着布尔人的大量涌入超出了英军看守部队的应对能力，集中营条件开始迅速恶化。营地缺乏空间、食物、卫生设施、药品和医疗服务，导致进入营地的布尔人疾病猖獗，死亡率极高。到战争结束时，共有26,370名妇女和儿童（81%是儿童）死于集中营。
1900年12月12日，布尔共和国的主要城镇皆被英军占领，战争已基本结束，罗伯茨将指挥权移交给基奇纳勋爵。罗伯茨回到英国后获得了更多的荣誉：他被授予嘉德勋章，爵位也升为坎大哈伯爵、比勒陀利亚和沃特福德伯爵和圣皮埃尔子爵。
1901年3月11日，罗伯茨被授予圣约翰天恩司令勋章。同年7月3日，他的勋章升级为圣约翰爵级正义司令勋衔。同年2月，德皇访问英国期间，他还被授予德国黑鹰勋章。1902年6月26日，在1902年加冕荣誉名单公布时，罗伯茨被确认为首批功绩勋章的获得者之一。1902年8月8日，罗伯茨在白金汉宫从爱德华七世手中接过勋章。

## 晚年
1901年1月3日，罗伯茨勋爵成为最后一任英国军队总司令。在任职期间，罗伯茨在军中推行了短弹匣李-恩菲尔德步枪和18磅火炮，并为士兵提供了更好的教育和训练。1902年9月，罗伯茨勋爵和陆军大臣圣约翰·布罗德里克作为威廉皇帝的客人访问德国，以出席德国陆军的演习。罗伯茨担任总司令共三年，之后根据埃舍尔勋爵在1904年2月的埃舍尔报告中提出的建议，军队总司令一职被废除。
1902年，罗伯茨担任朝圣者协会首任会长。

### 全国服务联盟

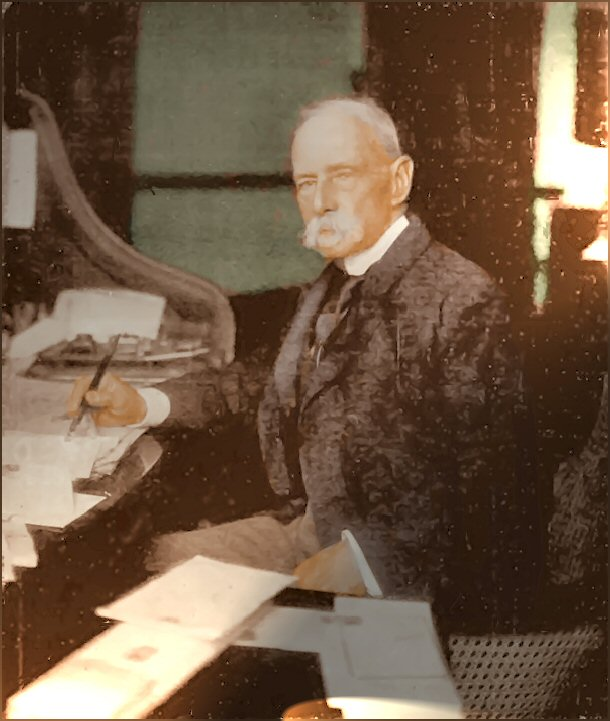
陆军元帅罗伯茨伯爵

在布尔战争结束后，罗伯茨借射击俱乐部来大力提倡平民军事化训练。至今，他的签名摹本仍出现在全国小口径步枪协会的所有官方靶子上。
退休后，罗伯茨一直提倡在英国实行义务军事训练，为欧洲大战做准备。他在1905年至1914年担任全国服务联盟主席时一直为此目标而奔走。1907年，他的演讲选集以《武装的国家》为题出版。罗伯茨向威廉·勒奎克斯提供了他的小说《1910年的入侵》的信息并检查了校样。1910年，罗伯茨的朋友伊恩·汉密尔顿与陆军大臣理查德·哈尔丹合作出版了《义务服役》一书，在书中批评了罗伯茨对强制军事训练的主张。这给罗伯茨带来了很大的伤害。在利奥·埃默里和约翰·亚当·克拉布的帮助下，罗伯特作《谬误与事实》一书予以回应。

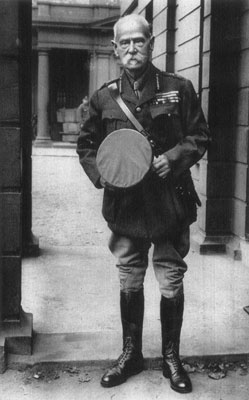
罗伯茨82岁生日时身着一战军装的照片

### 去世
1914年11月14日，罗伯茨在法国圣奥梅尔探望参加第一次世界大战的印度军队时因肺炎去世。他的遗体于11月18日通过专列运往雅士谷举行葬礼，而后运往伦敦。他的遗体在威斯敏斯特大厅供公众瞻仰（他是20世纪仅有的两位获此待遇的非王室成员之一，另一位是温斯顿·丘吉尔）。英国之后为他举行了国葬，罗伯茨被葬于圣保罗大教堂。
罗伯茨曾住在伯克郡雅士谷的恩格尔米尔宅邸。1915年，他的遗产经认证后价值为77,304英镑（在2022年相当于937万英镑）。

## 荣誉

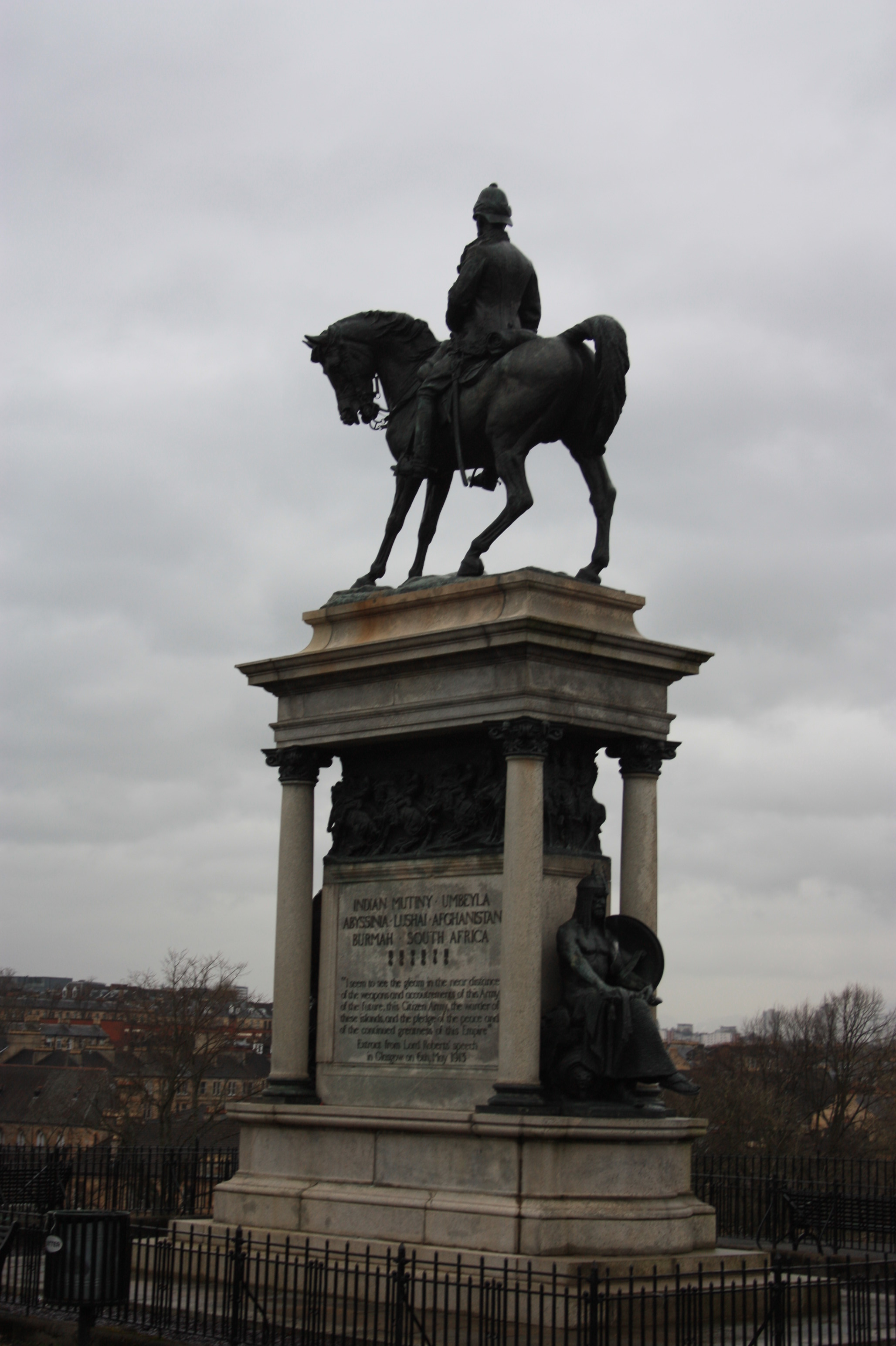
位于格拉斯哥凯尔文格罗夫公园由哈里·贝茨创作的罗伯茨雕像

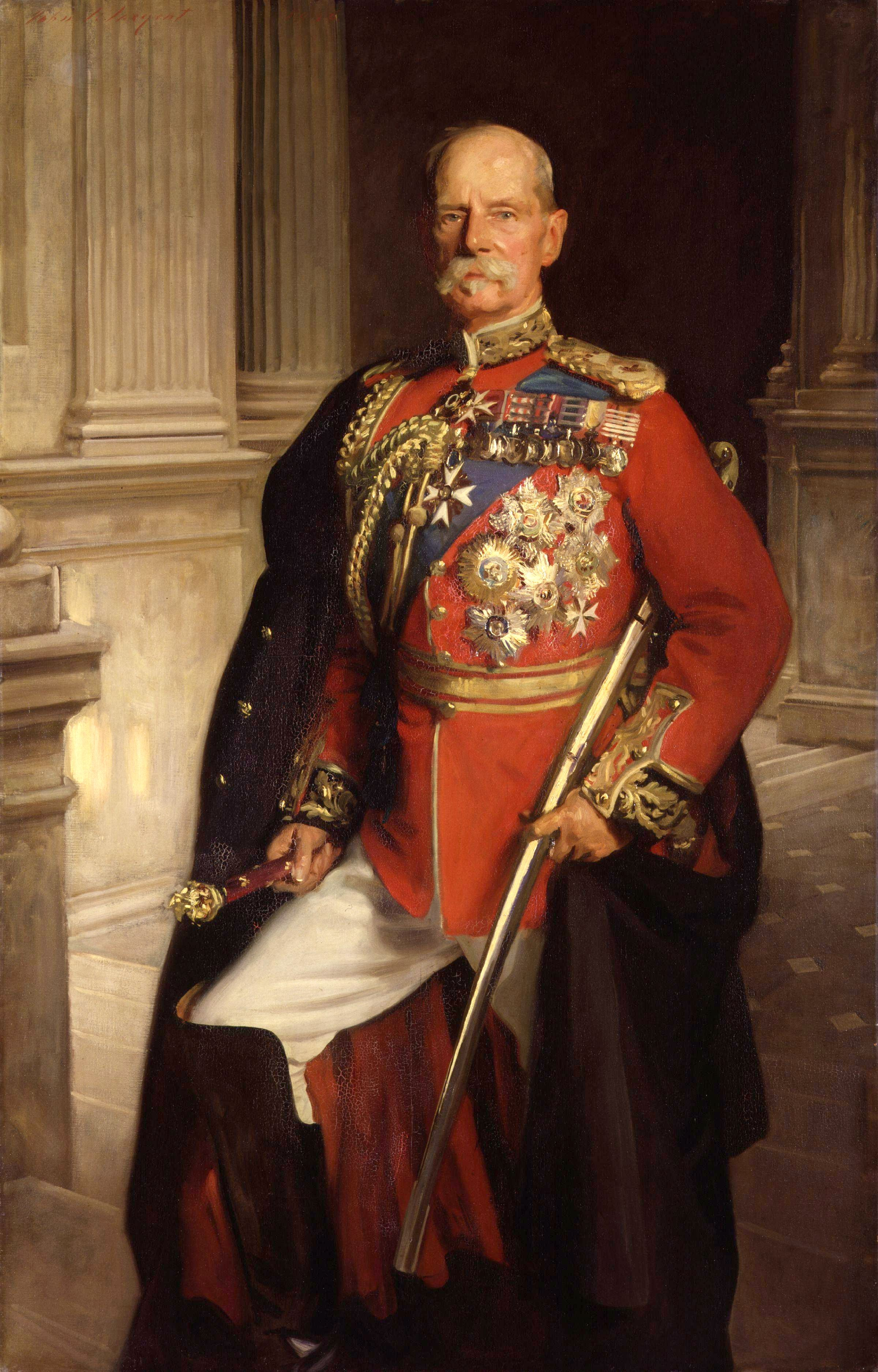
约翰·辛格·萨金特绘制的罗伯茨画像

1908年2月28日，罗伯茨被授予志愿军官勋章，以表彰他在志愿军中的优秀服务。
罗伯茨曾担任过很多荣誉军事职务，先后包括：伦敦第二军团名誉上校、舍伍德森林兵团（德比郡团）第5营名誉上校 、泰恩河畔纽卡斯尔第一皇家炮兵团名誉上校、沃特福德炮兵团名誉上校、皇家炮兵团名誉上校、皇家北兰开夏团第3营名誉上校、伦敦市帝国志愿军名誉上校、格洛斯特郡团第3志愿营名誉上校、爱尔兰卫队名誉上校、第二汉普郡皇家驻军炮兵团名誉上校、黑卫士（皇家高地）第3志愿营名誉上校、北萨默塞特郡民兵团名誉上校、伦敦市（步枪）团第6营名誉上校、格洛斯特郡步兵团第6营名誉上校、沃特福德皇家野战预备炮兵团名誉上校及东约克郡团第1营名誉上校。此外，自1911年8月5日起，罗伯茨还担任国家预备兵团名誉上校。
罗伯茨勋爵获得过许多大学、城市和公会授予的公民荣誉，其中包括：
- 加的夫市荣誉市民 - 于1894年1月26日获得[76]
- 朴茨茅斯市荣誉市民 - 于1898年获得（1902年再获朴茨茅斯市政府颁发的荣誉之剑）[77]
- 坎特伯雷市荣誉市民 - 于1902年8月26日获得[78]
- 多佛尔自治市荣誉市民 - 于1902年8月28日获得[79]
- 巴斯市荣誉市民 - 于1902年9月26日获得[80]
- 温彻斯特市荣誉市民 - 于1902年10月9日获得[81]
- 利物浦市荣誉市民 - 于1902年10月11日获得[82]
- 克罗伊登自治市荣誉市民称号 - 于1902年10月14日获得[83]
- 伯恩茅斯自治市荣誉市民称号 - 于1902年10月22日获得[84]
- 英国鱼贩协会荣誉会员[85]
- 1902年11月6日，英国金匠公会授予他荣誉勋章和制服，以“表彰他对国家的杰出贡献”。[86]

1893年，罗伯茨成为苏格兰皇家地理学会的荣誉会员。

## 家庭
1859年5月17日，罗伯茨与约翰·比斯（John Bews）的女儿诺拉·亨利埃塔·比斯（Nora Henrietta Bews）结婚。这对夫妇的前三个孩子（两个女儿和一个儿子）相继夭折。但另外两个女儿和一个儿子活到了成年。
- 诺拉·弗雷德里卡·罗伯茨（Nora Frederica Roberts，1860年3月10日 - 1861年3月3日），生于西姆拉，在西姆拉夭折
- 伊芙琳·索泰勒·罗伯茨（Eveleen Sautelle Roberts，1868年7月18日 - 1869年2月8日），出生于布里斯托尔皇家约克径，在前往亚历山大的途中在船舶上夭折
- 弗雷德里克·亨利·罗伯茨（Frederick Henry Roberts，1869年7月27日 - 1869年8月20日），生于西姆拉，在西姆拉夭折
- 艾琳·玛丽·罗伯茨（Aileen Mary Roberts，1870年9月20日 - 1944年10月9日）
- 弗雷德里克·休·谢斯顿·罗伯茨（Frederick Hugh Sherston Roberts，1872年1月8日 – 1899年12月17日），在布尔战争中阵亡
- 艾达·埃德温娜·斯图尔特·罗伯茨（Ada Edwina Stewart Roberts，1875年3月28日 - 1955年2月21日）

罗伯茨唯一长大成人的儿子弗雷德里克·休·罗伯茨于1899年12月17日在科伦索战役中阵亡。罗伯茨父子是仅有的三对荣获维多利亚十字勋章的父子之一。如今，他们的维多利亚十字勋章被收藏在国家陆军博物馆。他的男爵头衔和准男爵头衔皆绝嗣。但是，根据同时授予的特别头衔，他的长女艾琳继承了伯爵和子爵爵位。在艾琳去世后，罗伯茨的小女儿艾达·埃德温娜（Ada Edwina）继承了爵位。

## 纪念

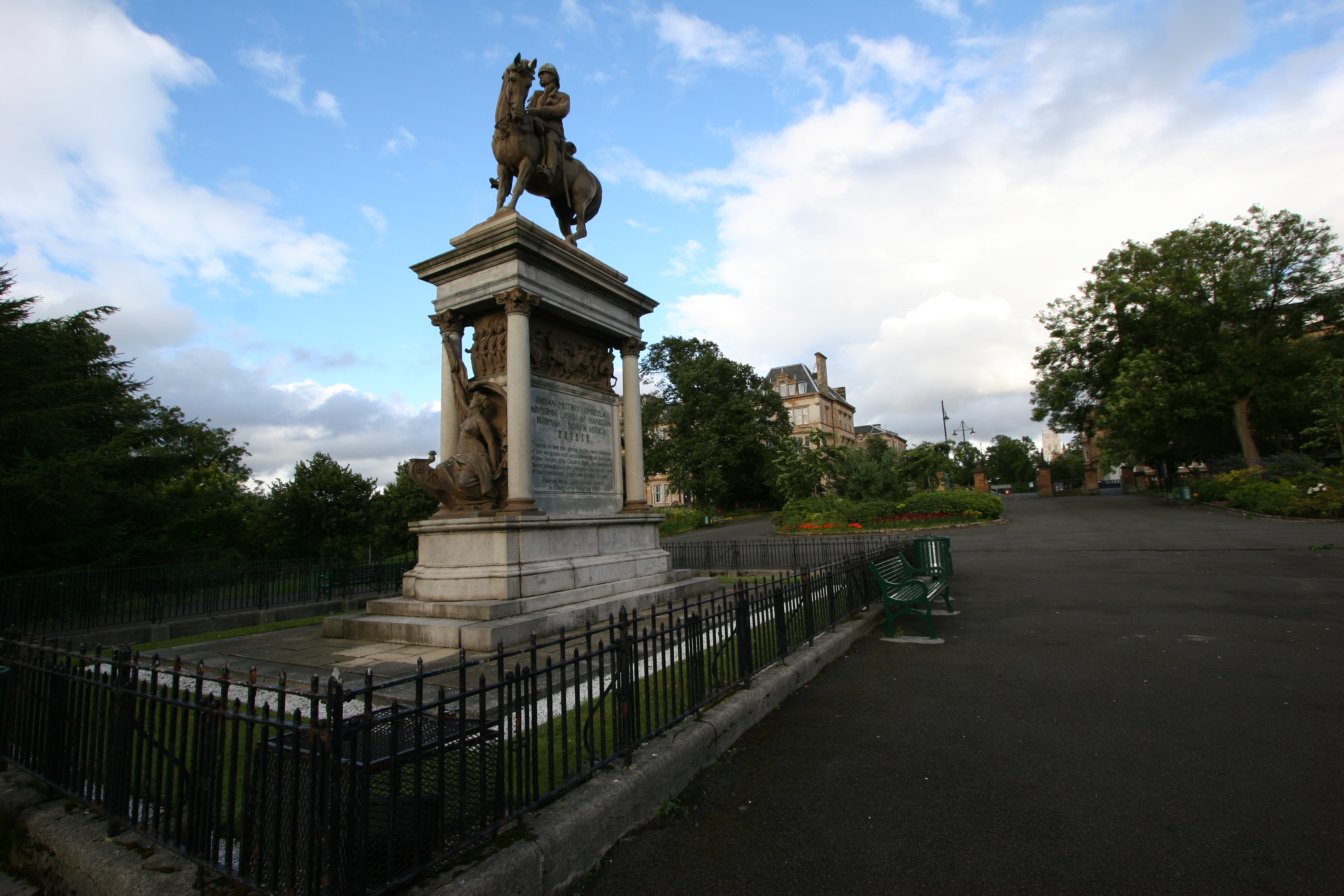
格拉斯哥的弗雷德里克·罗伯茨伯爵纪念碑

1898年3月，由哈里·贝茨雕刻的罗伯茨勋爵雕像在加尔各答的马坦公园揭幕。罗伯茨骑马雕像坐落在基座上，基座两侧有浮雕，描绘了锡克教、高地人和廓尔喀骑兵和步兵，前有不列颠尼亚的雕像。雕像委托制作后，罗伯茨于1894年开始为雕塑家提供坐像，并于1896年在皇家艺术学院展出了雕像的半身像。
1914年罗伯茨去世后，在格拉斯哥的凯尔文格罗夫公园树立了加尔各答雕像的复制品作为纪念。格拉斯哥的纪念碑与原始雕像几乎一模一样，仅做了一些细微的改动，比如引用了罗伯茨1913年在格拉斯哥发表的提倡国民服务的演讲中的一句话， “我似乎看到近处的武器和装备闪闪发光，这是未来的军队，是公民军队，是这些岛屿的奇迹，是和平的承诺，是这个帝国的持续伟大的基础。”该纪念碑由他的遗孀揭幕。
该雕像的第二座复制品竖立在伦敦的骑兵卫队阅兵场，并于1924年揭幕。它比其他两个更小，并且安放在一个更简单的基座上，没有浮雕或额外的人物。印度脱离大英帝国独立后，加尔各答的罗伯茨雕像于20世纪70年代与其他雕像一起被移至巴拉克普尔，随后又单独移至纳西克路的炮兵中心。
拉克希尔驻军的罗伯茨兵营和北方邦的罗伯茨甘杰镇均以他的名字命名。

## 延伸阅读
- Roberts, Frederick Sleigh. . London: Sampson Low, Marston and Co. 1895. OCLC 2181145.
- Roberts, Frederick Sleigh. . London: Richard Bentley and Son. 1896. ISBN 978-1402177422.